# Villars-les-Bois
Villars-les-Bois é uma comuna francesa na região administrativa da Nova Aquitânia, no departamento de Charente-Maritime. Estende-se por uma área de 8,6 km². Em 2010 a comuna tinha 244 habitantes (densidade: 28,4 hab./km²).